# Альфред Пфафф
Альфред Пфафф (нім. Alfred Pfaff; 16 липня 1926, Франкфурт-на-Майні — 27 грудня 2008, Ерленбах-ам-Майн) — західнонімецький футболіст, що грав на позиції півзахисника.
Виступав, зокрема, за клуб «Айнтрахт», а також національну збірну Німеччини. У складі збірної — чемпіон світу.

## Клубна кар'єра
Народився 16 липня 1926 року в місті Франкфурт-на-Майні. Вихованець футбольної школи клубу «Айнтрахт». Після закінчення Другої світової війни, грав за клуби «Віргес» та, а потім після сезону 1948/49, який він провів у клубі «Родельгаймер 02» з «Оберліги Зюд» (28 ігор і 11 голів), Пфафф повернувся в рідний «Айнтрахт». З 1949 по 1961 рік він провів 301 матчів за клуб, забивши 103 голів.
У 1954 році «Атлетіко Мадрид» запропонував Пфаффу 180 тис. німецьких марок за перехід в їх стан, але його дружина Едіт була проти переїзду в Іспанію.
Однією з найкращих ігор Пфаффа стала перемога з рахунком 6:1 у грі проти «Рейнджерс» у першому півфінальному матчі Кубка чемпіонів 1959-60. У другому матчі «Айнтрахт» у Глазго виграв 6:3 і Пфафф допоміг рідній команді дійти до фіналу Кубка європейських чемпіонів, де німці поступилися мадридському «Реалу». Лівоногий «Дон Альфредо» був капітаном команди.
Загалом же у складі «Айнтрахта» Альфред був одним з головних бомбардирів команди, маючи середню результативність на рівні 0,34 голу за гру першості. За цей час виборов титул чемпіона Німеччини. Завершив професійну кар'єру футболіста виступами за «Айнтрахт» (Франкфурт-на-Майні) у 1961 році.
Крім спортивної кар'єри, Пфафф був власником готелю в Оденвальді та бару у Франкфурті..
Помер 27 грудня 2008 року на 83-му році життя у місті Ерленбах-ам-Майн.

## Виступи за збірну
1953 року дебютував в офіційних матчах у складі національної збірної Німеччини. 
У складі збірної був учасником чемпіонату світу 1954 року у Швейцарії, здобувши того року титул чемпіона світу. Пфафф вийшов на поле в попередньому раунді проти Угорщини (3-8) і забив гол на 26-й хвилині.
Протягом кар'єри у національній команді, яка тривала 4 роки, провів у формі головної команди країни лише 7 матчів, забивши 2 голи. Така мала кількість матчів за національну збірну обумовлюється тим, що за місце в основі йому довелося боротися з самим Фріцом Вальтером, «легендою Берна» і найкращим футболістом Німеччини XX століття, який виступав на тій самій позиції, що і Пфафф.

## Титули і досягнення
- Чемпіон Німеччини (1):

«Айнтрахт»: 1958/59
- Чемпіон світу (1):

ФРН: 1954